# Operación de bandera falsa
Una operación de bandera falsa es una operación encubierta llevada a cabo por gobiernos, corporaciones y otras organizaciones, diseñada para aparecer como si fueran llevadas a cabo por otras entidades.
El nombre se deriva del concepto militar de izar colores falsos, esto es, la bandera de un país diferente al propio. Los ataques terroristas en algunas ocasiones son operaciones de bandera falsa, como la estrategia italiana de tensión (enmarcada dentro de la operación a nivel europeo Operación Gladio), en la cual varias explosiones de bombas en los años 1970 se atribuyeron a organizaciones de extrema izquierda, anarquistas y comunistas, y que fueron en realidad llevadas a cabo por organizaciones de extrema derecha en cooperación con los servicios secretos italianos para desacreditar a los movimientos sociales y justificar la represión hacia estos.

## Espionaje
Las técnicas de bandera falsa son ampliamente usadas en espionaje para reclutar agentes para espionaje o robo de documentos sensibles, convenciéndolos de que trabajan para gobiernos amigos o el gobierno propio. Esta técnica también se usa para atrapar espías, mediante el uso de un agente que actúa como espía del otro lado.

## Leyes de guerra

### Guerra naval
En las guerras navales, esta práctica se considera aceptable, permitiendo arriar la bandera falsa e izar la bandera nacional adecuada antes del combate.
Los cruceros operaron de esta manera en ambas Guerras Mundiales. Los Q-boats británicos fueron notorios en este comportamiento, lo cual fue usado por Alemania para una guerra submarina sin límites. En el ejemplo más notable, el crucero alemán auxiliar Kormoran, que atacaba el comercio marítimo inglés, sorprendió y hundió al crucero auxiliar HMAS Sydney en 1941, causando la mayor pérdida de vidas registrada en un navío de guerra australiano.

### Guerra terrestre
La guerra terrestre, según la opinión más difundida, se asimila a la guerra naval en cuanto a la validez del uso de bandera falsa.
El criterio de validez tuvo su primera concreción, dentro del derecho internacional, en la sentencia del juicio contra Otto Skorzeny ante el tribunal militar de Dachau, en 1947, tras la Segunda Guerra Mundial, concretamente por la Operación Greif.
Skorzeny había sido el planificador y comandante de la operación y ordenó a sus hombres, soldados alemanes, que se vistieran con uniformes estadounidenses. En la sentencia, la acusación fue rechazada. El tribunal no lo encontró culpable de delito alguno.

## Ejemplos

### Comprobados
- 1895 — Chile cedió a Japón un buque de guerra para que fuera utilizado en la primera guerra sino-japonesa, pero como los países americanos habían resuelto permanecer neutrales, estos no podían vender material de guerra a los combatientes; entonces, Chile obtuvo permiso del gobierno del Ecuador para que la mencionada nave cruzara el Pacífico con la bandera ecuatoriana. Tal acción le costó el puesto al presidente Luis Cordero Crespo.
- 1931 — Ese año ocurrió el incidente de Mukden, en el que oficiales japoneses fabricaron un pretexto para anexionarse Manchuria volando una sección de vía férrea. Más tarde reclamarían el secuestro falso de uno de sus soldados en el incidente del Puente de Marco Polo como excusa para la invasión de China.[5]
- 1939 — La Unión Soviética cañoneó Mainila, en la frontera con Finlandia, provocando bajas. Este cañoneo de Mainila sirvió como justificación para invadir Finlandia. Décadas después, el presidente ruso Boris Yeltsin se mostró de acuerdo con que Rusia había sido el auténtico agresor en la guerra de Invierno.[5]
- 1939 — En el incidente Gleiwitz, el jerarca nazi Reinhard Heydrich produjo pruebas de un ataque polaco para movilizar a la opinión pública alemana y construir una justificación falsa para la guerra con Polonia. Esto, junto a otras acciones en el marco de la Operación Himmler, movilizaron el apoyo de la población alemana para el inicio de la Segunda Guerra Mundial.[5]
- 1940 — Masacre de Katyn fue una serie de ejecuciones masivas de oficiales polacos, policías, intelectuales y prisioneros de guerra por parte de la policía secreta soviética (NKVD) en 1940 en Katyn, una aldea cerca de Smolensk, Rusia. Aunque el número exacto de víctimas sigue siendo objeto de debate, se estima que entre 10.000 y 22.000 personas fueron ejecutadas. Aunque en la actualidad la responsabilidad de Stalin en la masacre es objeto de discusión, se cree que la NKVD actuó por iniciativa propia como parte de una política represiva más amplia en territorios ocupados por la Unión Soviética.[6][7][8]
- 1946 — El atentado al Hotel Rey David, sede de la Comandancia Militar del Mandato Británico de Palestina y de la División de Investigación Criminal de los británicos, ocurrió el 22 de julio de 1946 en Jerusalén y fue perpetrado por el Irgún Tzvaí Leumí, causando 92 muertos, 16 de los cuales eran judíos, después de que tropas británicas invadieran la Agencia Judía y más de 2500 judíos de todas partes del mandato fueran arrestados durante la Operación Agatha. Los terroristas usaban vestimentas árabes y hablaban en árabe entre ellos.[5]
- 1954 — Asunto Lavon (Lavon Affair), el escándalo generado por la operación encubierta israelí en Egipto conocida como «Operation Susannah», en la cual bienes egipcios, estadounidenses y británicos en Egipto fueron atacados durante el verano de ese año. Se conoció como el «Asunto Lavon» después de que el ministro de Defensa israelí Pinhas Lavon fuese obligado a dimitir a causa del incidente. Israel admitió su responsabilidad en 2005.[9][5]
- 1973 — Operación Militar Plan Z Chile. La dictadura cívico-militar que había tomado el poder en Chile en 1973, ordenó esparcir el rumor de un asesinato y secuestro por parte de grupos armados de ultraizquierda hacia civiles y militares que eran contrarios al gobierno de Salvador Allende, dando el pie a que se justificara la intervención militar. A la fecha, ningún grupo de izquierda chilena tiene o tuvo registro de dicho plan.
- 1977 — Secuestro y desaparición de las monjas francesas Léonie Duquet y Alice Domon en Argentina. La dictadura cívico-militar que había subido al poder en Argentina en 1976, ordenó en 1977 secuestrar a dos monjas de nacionalidad francesa, Léonie Duquet y Alice Domon, simulando que habían sido secuestradas por la organización guerrillera Montoneros. La dictadura publicó fotos de las monjas tomadas en la ESMA, con una bandera de Montoneros detrás, y difundió una declaración bajo tortura de Domon, en la que declara haber sido secuestrada por dicha organización guerrillera.[10]
- 1979-1983 — Los servicios secretos israelíes llevaron a cabo una campaña a gran escala de atentados con coches bomba que causaron la muerte de cientos de palestinos y libaneses, en su mayoría civiles. El general israelí David Agmon dice que el objetivo era "crear caos entre palestinos y sirios en el Líbano, sin dejar una huella israelí, para darles la impresión de que estaban constantemente bajo ataque e inculcarles una sensación de inseguridad". El columnista militar israelí Ronen Bergman señala que el objetivo principal era "presionar a la Organización para la Liberación de Palestina para que utilice el terrorismo como justificación para una invasión del Líbano".[11]
- 1998 — Un equipo de investigación de Indonesia investigó los violentos disturbios que se produjeron en ese año y determinó que “elementos de las fuerzas armadas habían participado en los disturbios, algunos de los cuales fueron provocados deliberadamente”.[5]
- 2000 — En Perú durante la Marcha de los Cuatro Suyos el 28 de julio de 2000, infiltrados del Servicio de Inteligencia Nacional realizaron disturbios y un atentado al Banco de la Nación, donde seis personas resultaron muertas, además de varios heridos.[12]
- 2002 — Atentados de Bali: El ex presidente de Indonesia, Abdurrahman Wahid, admitió que policías indonesios y oficiales militares tuvieron probablemente un papel en los atentados de Bali, que causaron 202 muertos, con el fin de culpar de ello a los fundamentalistas islámicos de Jemaah Islamiya.[5]
- 2005 — En Basora[13][14][15][16] la policía iraquí detuvo a soldados británicos del Regimiento de Reconocimiento Especial. La policía alegaba que los soldados disparaban a las fuerzas de seguridad iraquíes e intentaban colocar bombas simulando ser terroristas. Los soldados fueron liberados a la fuerza por el ejército británico mediante la destrucción de la cárcel donde estaban detenidos.
- 2008 — La Operación Jaque (en referencia al jaque del ajedrez y por la inicial del mes de la operación, julio) llevada a cabo el 2 de julio de 2008 por el ejército de Colombia durante el gobierno de Álvaro Uribe para liberar a secuestrados en poder del grupo guerrillero FARC. En la ejecución de la operación se utilizaron logos de la cadena de televisión Telesur, así como símbolos y uniformes propios de la Cruz Roja Internacional, lo cual generó polémica posteriormente debido a que usar falsamente símbolos de la Cruz Roja Internacional es considerada por el Derecho Internacional Humanitario como un crimen de guerra.[17][18][19]

### Planificadas pero no ejecutadas
- 1962 — La Operación Northwoods, planeada en 1962 por el Departamento de Defensa de los Estados Unidos para facilitar una excusa para una posible invasión de Cuba, involucraba actos tales como sabotajes simulados a bases o falsos intentos de secuestro, para culpar a Cuba. Su autoría era de la Junta de Jefes de Estado Mayor, fue rechazada por el presidente John F. Kennedy y revelada gracias a la Freedom of Information Act (Acta para la Libertad de la Información), siendo publicada por James Bamford.[20]

- 1982 — En España en la conspiración golpista para el 27 de octubre de 1982 que fue abortada a principios de ese mismo mes, se tenía planeado realizar una serie de acciones terroristas de envergadura que serían achacadas a ETA, por lo que los militares se verían obligados a intervenir.[21]

## Operaciones no aclaradas a las que parte de la historiografía ha calificado como operaciones de bandera falsa
- 64 - El incendio de Roma fue un evento en la historia del Imperio romano, el cual estaba gobernado por Nerón, donde gran parte de la capital sufrió un incendio de cinco días que dañó gran parte de la ciudad (según Tácito, cuatro de los catorce distritos fueron arrasados y otros siete fueron dañados). Tras el incendio Nerón culpa a los cristianos y comienza la persecución contra ellos. Sin embargo, y a pesar de los pocos datos, varias teorías indican que los cristianos no han incendiado la ciudad, sino que se trata más bien de un accidente o un atentado de los mismos romanos, los cuales usaron el incendio para justificar la cruel persecución al cristianismo. Otro de los motivos por los cuales se sospecha de la complicidad imperial es que Nerón aprovechó el incendio para modificar el planeamiento de Roma a su gusto y construir grandes monumentos.
- 1898 — El hundimiento del USS Maine. La primera teoría es que se trataba de una explosión provocada, bien por patriotas cubanos pro-españoles, marinos españoles, insurgentes cubanos o marinos estadounidenses interesados en provocar el desencadenamiento de la guerra mediante una operación de bandera falsa, se habrían acercado al buque en la oscuridad y adosaron una mina a la proa del USS Maine.[5]

La segunda teoría es que la detonación se produjo accidentalmente en los pañoles de munición, por una explosión espontánea de polvo de carbón en una carbonera imprudentemente localizada junto a la santabárbara de la nave.
- 1933 — El incendio del Reichstag del 27 de febrero de 1933 fue atribuido por el gobierno recientemente electo de Adolf Hitler a los comunistas y socialistas, pero siempre se ha discutido si no fue orquestado por los mismos nazis para declarar el estado de emergencia y poder pasar leyes a decretos, sin la intervención del parlamento.[5]
- 1946 — El gobierno británico admite que entre 1946 y 1948 bombardeó 5 buques que transportaban judíos que intentaban huir del Holocausto y que pretendían establecerse en Palestina. Para ello, el gobierno británico creó un grupo falso llamado “Defensores de la Palestina árabe”, que luego reclamó falsamente la responsabilidad de los atentados.[5]
- 1950 a 1970 — Un comité del Congreso estadounidense admitió que, como parte de su campaña COINTELPRO, el FBI había utilizado a muchos provocadores entre 1950 y 1970 para llevar a cabo actos violentos y culpar falsamente a diferentes activistas políticos, con el fin de justificar su represión.[5]
- 1953 — La CIA admite que contrató a iraníes para hacerse pasar por comunistas y realizar atentados con bomba en Irán contra líderes religiosos del país, con el fin de conseguir que la comunidad religiosa iraní y todo el pueblo se volvieran en contra de su primer ministro elegido democráticamente, Mohammad Mosaddeq, que pretendía nacionalizar el petróleo del país, una intención que iba en contra de los intereses de Estados Unidos y Reino Unido.[5]
- 1957 — El primer ministro británico, Harold Macmillan, admitió a su secretario de Defensa que él y el presidente estadounidense Dwight Eisenhower aprobaron un plan para llevar a cabo ataques e incidentes en la frontera Siria y echarle la culpa al gobierno sirio, con el fin de lograr un cambio de régimen.[5]
- 1958 a 1990. Operación Gladio. El ex primer ministro italiano, un juez italiano y el exjefe del contraespionaje italiano admitieron que la OTAN, con la ayuda del Pentágono y de la CIA, llevó a cabo atentados terroristas en Italia y en otros países europeos en la década de 1950 y culpó de ello a los comunistas, con el fin de conseguir el apoyo de la población europea hacia sus gobiernos en su lucha contra el comunismo. Tal y como uno de los participantes en este programa secreto declaró: “Había que atacar a civiles, personas, mujeres, niños, gente inocente, gente desconocida muy alejados de cualquier juego político. La razón era muy simple. Se suponía que iban a conseguir que la población italiana, reclamara al Estado una mayor seguridad”. También llevaron a cabo ataques terroristas en Alemania, Bélgica, Dinamarca, España, Francia, Grecia, Noruega, Países Bajos, Portugal, Reino Unido y otros países no pertenecientes al Pacto de Varsovia.
- En 1960, el senador estadounidense George Smathers sugirió que Estados Unidos lanzara un ataque falso en la Bahía de Guantánamo, con el fin de obtener una excusa para atacar a Cuba y derrocar a Fidel Castro.[5]
- 1961 — Documentos oficiales del Departamento de Estado de los Estados Unidos muestran que el jefe del Estado Mayor Conjunto y otros funcionarios de alto nivel discutieron la posible voladura de un consulado estadounidense en la República Dominicana con el fin de justificar la invasión de ese país. Los planes no se llevaron a cabo, pero todos fueron discutidos como propuestas serias.
- 1963 — Operación Mangosta: El Departamento de Defensa de Estados Unidos escribió un documento promoviendo ataques a las naciones que formaban parte de la Organización de Estados Americanos, como por ejemplo, Trinidad y Tobago o Jamaica, para luego culpar falsamente de ellos a la Cuba de Castro. Esta fue una de las propuestas incluidas en la conocida Operation Mongoose (Mangosta). El Departamento de Defensa de Estados Unidos incluso sugirió pagar secretamente a una persona en el gobierno de Castro para que atacara a Estados Unidos: «La única opción que queda a consideración entonces, sería sobornar a uno de los comandantes subordinados de Castro para que inicie un ataque a Guantánamo».

- 1964 — Incidente del Golfo de Tonkìn: A principios de agosto de 1964, el gobierno de los Estados Unidos, presidido por Lyndon B. Johnson, inventó el conocido como "incidente del golfo de Tonkín" para implicar a la opinión pública estadounidense en la, hasta entonces encubierta, guerra de Vietnam. Según la historia reproducida por el aparato gubernamental, varios botes vietnamitas habrían abierto fuego contra el destructor estadounidense USS Maddox, anclado ante la costa de Vietnam. Una historia, totalmente falsa, como se demostraría años más tarde al desclasificar los archivos de la National Security Agency, en los que se reconocía que el incidente del golfo de Tonkín fue una historia inventada. A pesar de ello, fue utilizada vilmente para justificar la declaración del golfo de Tonkín, que sirvió para expandir la guerra de invasión de Estados Unidos en el sureste asiático, un proyecto al que se había negado Kennedy, asesinado apenas ocho meses antes de la declaración formal de guerra a Vietnam, firmada por su sucesor L.B. Johnson.
- 1970 Un general turco de alto nivel, Sabri Yirmibeşoğlu, admitió que las fuerzas turcas incendiaron una mezquita en Chipre en la década de 1970 y culparon a su enemigo griego de ello. Según explicó el general durante una entrevista: «En la guerra de Chipre, se organizaron ciertos actos de sabotaje y se culpó al enemigo para aumentar la rabia de la gente contra los griegos. Esto lo hicimos en Chipre; incluso quemamos una mezquita».

- 1989 — El consejo de la Verdad y la Reconciliación de Sudáfrica revela que la Oficina de Cooperación Civil (una rama secreta de la Fuerza de Defensa Sudafricana) realizó varios atentados de falsa bandera destinados a desacreditar al Congreso Nacional Africano. Posteriormente, en los juicios a varios miembros del ANC, la Oficina de Cooperación Civil trató de contratar los servicios de un experto en explosivos en una operación destinada a poner una bomba en el vehículo del oficial de policía encargado de las investigaciones, para volver a culpar de nuevo al Congreso Nacional Africano del atentado.[5]
- 1999 — El exoficial del GRU, Alekséi Galkin,[22] el exoficial Aleksandr Litvinenko[23] y otros delatores en el gobierno ruso afirmaron que las explosiones en edificios rusos de 1999, que precipitaron la segunda guerra chechena, fueron operaciones de bandera falsa preparadas por el FSB, sucesor del KGB.
- 2001. Funcionarios de la policía en Génova, Italia, admitieron que en julio de 2001, en la cumbre del G8 en Génova, lanzaron dos cócteles molotov y falsificaron el apuñalamiento de un agente de policía, con el fin de justificar la violenta represión contra los manifestantes.[5]
- 2001 — Aunque el FBI admite ahora que los ataques con ántrax del año 2001 fueron llevados a cabo por uno o más científicos del gobierno de Estados Unidos, un alto funcionario del FBI dice que la agencia fue instruida por parte de funcionarios de la Casa Blanca para culpar de los ataques con ántrax a Al Qaeda. Los funcionarios del gobierno también confirman que la Casa Blanca trató de vincular el ántrax a Irak como una justificación para el cambio de régimen en ese país.[5]
- 2003 — Según informa la BBC, el New York Times y Associated Press, funcionarios macedonios admitieron que el gobierno asesinó a siete inmigrantes inocentes a sangre fría y fingió que eran soldados de Al Qaeda que intentaban asesinar a un policía macedonio, con el fin de poder unirse a la “guerra contra el terror” iniciada tras los Atentados del 11 de septiembre de 2001.[5]
- 2017 — Según el gobierno de Rusia, en el marco de la guerra civil siria, el ataque químico de Jan Sheijun fue un atentado de bandera falsa en donde se quiso dañar la imagen del presidente sirio Bashar al-Ásad. Según los medios rusos, el ataque fue planificado por Estados Unidos y realizado por la Oposición nacional o el mismo Estado Islámico.[24][25]